# Timed text
Timed Text — язык на основе XML, описывающий представление текста, синхронизированного с видео или аудио.
Типичные применения Timed Text — субтитры на других языках или для людей, не владеющих аудио-устройствами, для людей с ограниченным слухом, караоке, бегущие строки, и т. п.
Timed Text для фильмов в формате MPEG-4 и для мобильных телефонов описан в MPEG-4 Part 17 и в RFC 3839.
W3C разрабатывает спецификацию TT, покрывающие многие аспекты его применения в Интернете. Она была принята в качестве рекомендации W3C.
Проблема разработки текста с привязкой по времени возникла во время разработки спецификации SMIL 2.0. На данный момент существует множество несовместимых форматов для субтитров. Это означает, что во время создания SMIL-презентации текстовая составляющая оказывается привязана к определенной среде воспроизведения. Кроме того, сообщество по доступности опирается на субтитры для создания аудиовизуального контента, доступного людям с ограниченным слухом. Отсутствие переносимого формата делает и так недешёвое создание субтитров ещё более дорогим.